# Haukijärvi (sjö i Siikais, Satakunta, Finland)
Haukijärvi är en sjö i Finland. Den ligger i kommunen Siikais i landskapet Satakunta, i den sydvästra delen av landet, 250 km nordväst om huvudstaden Helsingfors. Haukijärvi ligger 44 meter över havet. I omgivningarna runt Haukijärvi växer i huvudsak blandskog. Arean är 4,7 hektar och strandlinjen är 0,93 kilometer lång. Sjön  ingår i Karvia å huvudavrinningsområde. 